# Otto Schellmann
Otto Schellmann (* 19. November 1880 in Kassel; † 2. Oktober 1953 ebenda) war ein deutscher Jurist und stellvertretender Landeshauptmann im Bezirksverband Kassel.

## Leben
Otto Schellmann promovierte nach dem Studium der Rechtswissenschaften im Jahre 1908 mit der Dissertation „Der Schutz des Pseudonyms nach den Reichsgesetzen, insbesondere nach dem BGB“
an der Philipps-Universität Marburg zum Dr. jur., war 1909 als Gerichtsassessor in Berlin tätig und übernahm 1911 eine Stelle als Hilfsarbeiter beim Bezirksverband Kassel. Im Jahr darauf wurde er Landesassessor und stieg 1914 bis zum Landesrat auf. Er musste Kriegsdienst leisten und verlor dabei sein linkes Auge. Er blieb in der bisherigen Dienststelle und war dort über Jahre Dezernent für Kulturpflege, Jugendpflege und für allgemeine Fürsorgeangelegenheiten.
Zum 1. Mai 1933 trat er der NSDAP (Mitglieds-Nr. 3.217.490) bei, wurde 1937 befördert.
Mit Kriegsbeginn am 1. September 1939 wurde er zur Wehrmacht einberufen und war „Bahnhofskommandant des Hauptbahnhofs Kassel“. Nach seiner Entlassung im Jahre 1941 war er ständiger Vertreter für den abwesenden SS-Oberführer und Landeshauptmann Wilhelm Traupel.
Mitte September 1945 wurde Schellmann auf Anordnung der US-Militärregierung entlassen. Im folgenden Spruchkammerverfahren gab er am 4. Juli 1946 eine eidesstattliche Versicherung ab und wurde 1947 als „Entlasteter“ eingestuft.
Zum 1. März 1947 wurde er (mit Anspruch auf Ruhegehaltsbezüge) in den Ruhestand verabschiedet.

### Ehrenamt
- 1932–1933 Vorsitzender des Gaues Niederhessen-Waldeck (Kassel) des Deutschen Jugendherbergswerks

### Ehrungen
Anlässlich der 400-Jahr-Feier der Philipps-Universität Marburg am 25. Juni 1927 wurde ihm die Ehrensenatorenwürde verliehen mit der Begründung  unermüdliches Eintreten für die gesamten Interessen der Universität und insbesondere für die denkwürdige Jubiläumsstiftung.
Der Senat der Universität missbilligt das Wirken Schellmanns in der NS-Zeit. Eine abschließende Würdigung ist aber bei dem derzeitigen Wissensstand nicht möglich.
Einerseits wird festgestellt, Schellmann sei nicht Inhaber von Parteiämtern gewesen, andererseits dokumentiert Angelika Ebbinghaus in dem Buch Der Nürnberger Ärzteprozess 1946/1947 ...Schellmann hatte einen guten Einblick in die Patientenmorde...

## Schriften
- Die Stadtwehr in Cassel vom 1. Januar 1919 bis 31. März 1921. Schönhoven, Cassel 1919.